# 泰利耶尔勒普莱西
泰利耶尔勒普莱西（法語：Tellières-le-Plessis，法語發音：[tɛljɛʁ lə plɛsi] ⓘ）是法国奥恩省的一个市镇，属于阿朗松区。

## 地理
泰利耶尔勒普莱西（48°37'35"N, 0°23'30"E）面积5.41 平方千米，位于法国诺曼底大区奧恩省，该省份为法国西北部内陆省份，北起顺时针与卡爾瓦多斯省、厄尔省、厄尔-卢瓦省、萨尔特省、马耶讷省和芒什省接壤。
与泰利耶尔勒普莱西接壤的市镇（或旧市镇、城区）包括：费里耶尔拉韦尔里、库尔托梅、勒普朗蒂、萨尔特河畔圣阿尼昂。

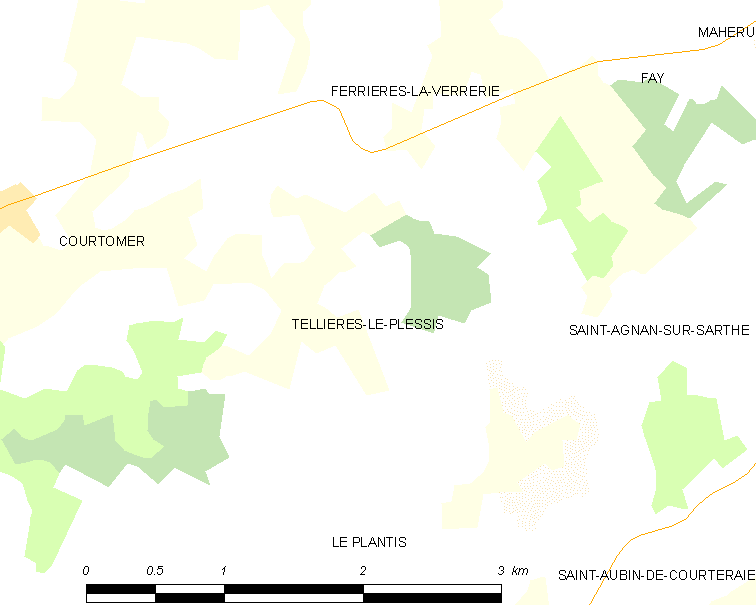
泰利耶尔勒普莱西的OSM定位图

泰利耶尔勒普莱西的时区为UTC+01:00、UTC+02:00（夏令时）。

## 行政
泰利耶尔勒普莱西的邮政编码为61390，INSEE市镇编码为61481。

## 政治
泰利耶尔勒普莱西所属的省级选区为埃库沃县。

## 人口

1962-2008年间泰利耶尔勒普莱西人口变化图示

泰利耶尔勒普莱西于2022年1月1日时的人口数量为72人。